# INNIO Jenbacher
INNIO Jenbacher & Waukesha Gas Engines  — производитель поршневых двигателей в диапазоне от 0,12 до 9,5 МВт, включающего торговые марки Jenbacher и Waukesha. Начиная с 1957 года, газопоршневые двигатели Jenbacher производятся в городе Йенбах, федеральная земля Тироль, Австрия.

## История
Предприятие основано Якобом Фуггером как плавильный завод в 1487 году.  Первая доменная печь на заводе была установлена в 1774 году и использовалась для выплавки чугуна. Производительность завода составляла 1200 кг в сутки, что несомненно, являлось технологическим прорывом для того времени. К 1842 году номенклатура завода составляла порядка 20 000 наименований, в том числе нагнетатели, режущие и буровые инструменты, валы и даже большие мельницы. За последующие десятилетия завод переходил от владельца к владельцу, пережив при этом как успехи, так и неудачи.

### Производство железнодорожной техники

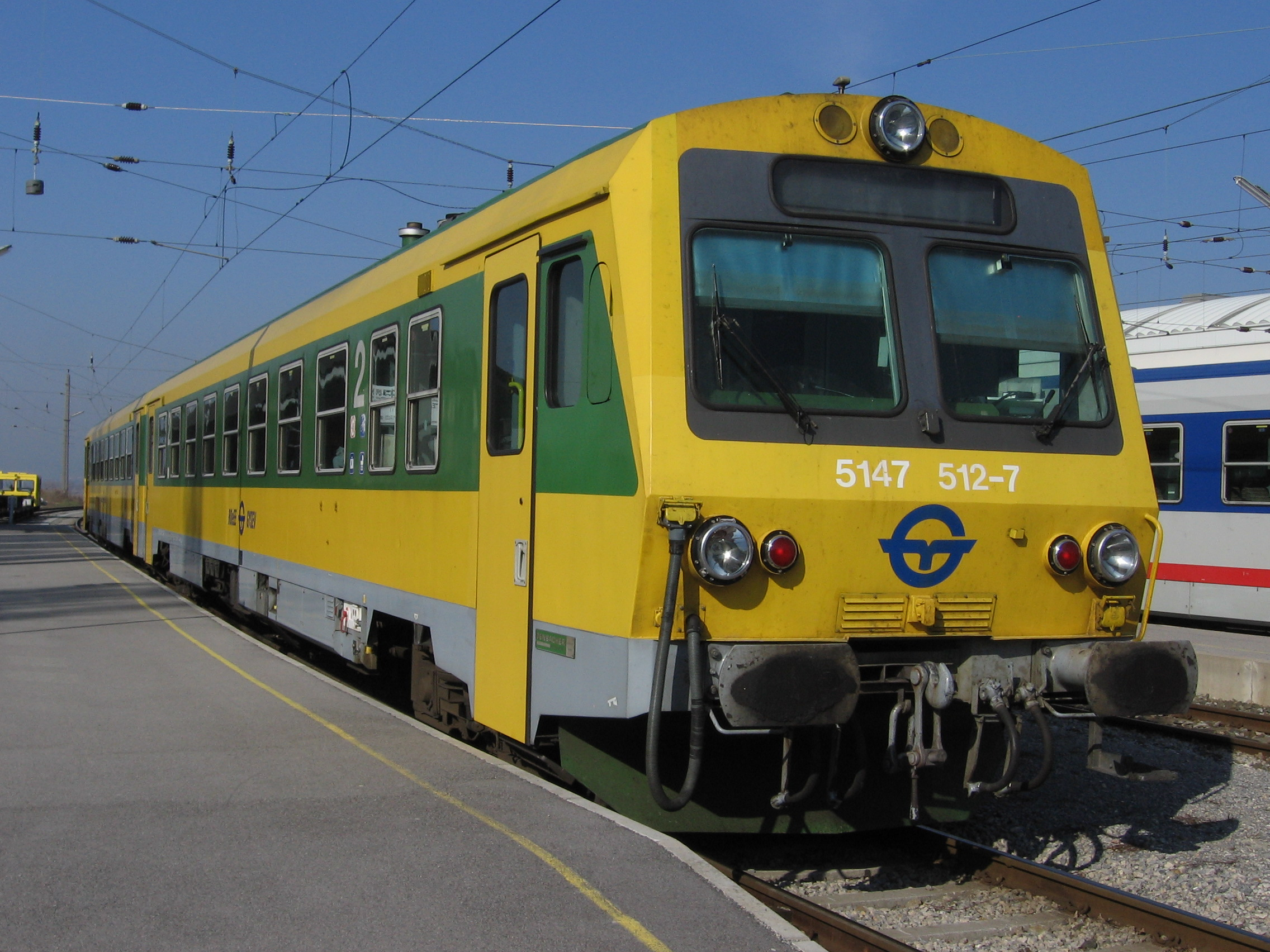
Автомотриса, произведённая Jenbacher

В сороковых годах XX столетия завод производил поставлявшиеся в СССР мотовозы серий МГ1, МГ2, МГ3, тепловоз-электростанцию ТГэ. Для железных дорог Австрии изготавливались тепловозы и автомотрисы.

### Начало производства двигателей
В 1947 году было решено сосредоточить производство на серийном изготовлении дизельных генераторных установок и компрессоров. Первый газовый двигатель был изготовлен в 1957 году, что впоследствии оказалось поворотным моментом для компании. А приобретение контрольного пакета акций компанией Auricon Beteiligungs AG в 1989 году позволило сосредоточиться на разработке газовых двигателей Jenbacher.

### Интеграция с GE
Вскоре после интеграции в 2003 году в Корпорацию General Electric на производстве произошли изменения и расширения, что позволило значительно увеличить производственные мощности завода.

### Innio
В июне 2018 года General Electric объявила о продаже всего своего подразделения по распределенной энергии, включающего в себя деятельность группы по производству газовых двигателей известному финансовому инвестору Advent.
Первого ноября 2018 года Jenbacher была объединена со своими дочерними компаниями Waukesha и Kapfenberg под новой торговой маркой Innio. Штаб-квартира компании остается в городе Йенбах.

## Деятельность
Завод производит поршневые двигатели в диапазоне электрической мощности от 0,25 до 9,5 МВт. Двигатели работают на различных газах, также производятся дизельные двигатели электрической мощностью около 2,5 МВт. Газопоршневые установки позволяют производить электричество, тепло (когенерация) и холод (тригенерация). Установки работают в различных отраслях, таких как коммерческая недвижимость и муниципальный сектор, промышленные предприятия, тепличные комплексы, и нефтегазовый сектор. В основном, установки используются для собственной генерации и эксплуатируются в непосредственной близости от места потребления энергии. На текущий момент более чем 15 500 газопоршневых двигателей Jenbacher установлены в более чем ста странах.
Газопоршневые двигатели Jenbacher способны работать на разнообразном топливе: природный газ, биогаз, свалочный, шахтный, попутный нефтяной газы и газ сточных вод. Зачастую газ из отходов, утилизация которого, обычно, проблематична, преобразуется в ценное сырьё.
Jenbacher постоянно совершенствует свои технологии, в том числе и с помощью глобальных исследовательских центров в Бангалоре и Мюнхене, которые внесли значительный вклад в разработку инновационных решений компании. В настоящий момент продуктовая линейка Jenbacher включает в себя двигатели типов 2, 3, 4, 6 & 9. Некоторые из типов двигателей начинают свою историю с 1970-х годов. За последние несколько лет в линейку решений были добавлены три новые модели.

### Тип 2
Впервые был представлен в 1976 году, выпускается в диапазоне мощностей 250—350 кВт. Срок службы составляет до 60 000 часов до первого капитального ремонта.

### Тип 3
Двигатели поколения 3D выпускаются в диапазоне мощностей 500—1100 кВт. Срок службы составляет до 80 000 часов до первого капитального ремонта.

### Тип 4
Двигатели представлены в диапазоне мощностей от 800 до 1500 кВт. Модель была разработана на основе двигателей Типа 3 и 6.

### Тип 6
Двигатели представлены в диапазоне мощностей от 1,5 до 4,4 МВт. Срок службы составляет 60000 часов работы до первого капитального ремонта.

### J624
В 2005 году Jenbacher начал разработку первого 24-х цилиндрового газового двигателя, который был представлен в 2007 году. Двигатели выпускаются в мощностном диапазоне около 4,4 МВт.

### J920 FleXtra
В 2007 GE Jenbacher поставил цель разработать эффективный и компактный газопоршневой двигатель в диапазоне от 5 до 10 МВт, спрос на которые рос с начала 2000-х годов. Разработанный двигатель имеет следующие характеристики: Скорость вращения 1000 об/мин, предварительная камера сгорания, цикл Миллера, двухступенчатый турбонаддув и регулирование давления на каждом цилиндре. Мощность решения — около 9,5 МВт.